# アメリカ国立医学図書館
アメリカ国立医学図書館（アメリカこくりついがくとしょかん、英語: United States National Library of Medicine、NLM）はアメリカ合衆国連邦政府の運営する世界最大の医学図書館である。国立衛生研究所の一部門で、メリーランド州ベセスダに存在する。世界最古のものや希少価値の高いものも含めた医学及び関連科学に関する700万冊以上の書籍、学術雑誌、技術報告書（英語: Technical report）、写本、マイクロフィルム、写真、画像を所有している。
現在の図書館長は2016年以降パトリシア・フラットレー・ブレナン（英語: Patricia Flatley Brennan）が務めている。

## PubMed、Index Medicus及びNCBI
1879年以降、Index Medicus（英語: Index Medicus）を発行してきた。これは約五千の雑誌の論文のガイドで、毎月発行されていた。最後の印刷は2004年の12月であるが、現在はPubMedとして、MEDLINEの1960年代以降の1500万を超える論文のリファレンスやアブストラクト、1950年代の150万のリファレンスとともにフリーアクセスで公開されている 。
また、国立生物工学情報センターを運営している。これは分子生物学やバイオインフォマティクスの研究に用いられるデータベースの構築及び運営しており、インターネット上でフリーアクセスとして公開されており、Entrez（英語: Entrez）にて検索できる。

## 略歴
1956年以前については、軍医総監局図書館（英語: Library of the Surgeon General's Office）も参照
1836年、陸軍軍医総監局（英語: Surgeon General of the United States Army）の一部門として設立された。1862年には米軍病理学研究所（英語: Armed Forces Institute of Pathology）及び陸軍医学博物館が設立された。軍医総監局図書館及び陸軍医学博物館はその歴史において建物を共有していた。ジョン・ショウ・ビリングスが館長を務めていた時期にあたる1866年から1887年には、エイブラハム・リンカーンの暗殺後閉鎖されていたフォード劇場を利用していた。
1956年、図書館のコレクションはフランク・ロジャース（英語: Frank Bradway Rogers）の尽力により国防総省から保健福祉省の保健福祉省へと移され、国立医学図書館へと名称変更となった。フランク・ロジャースは1956年から1963年まで図書館長を務めた。1962年にベセスダの国立衛生研究所のキャンパス内の建物に移転した。

## 追加画像

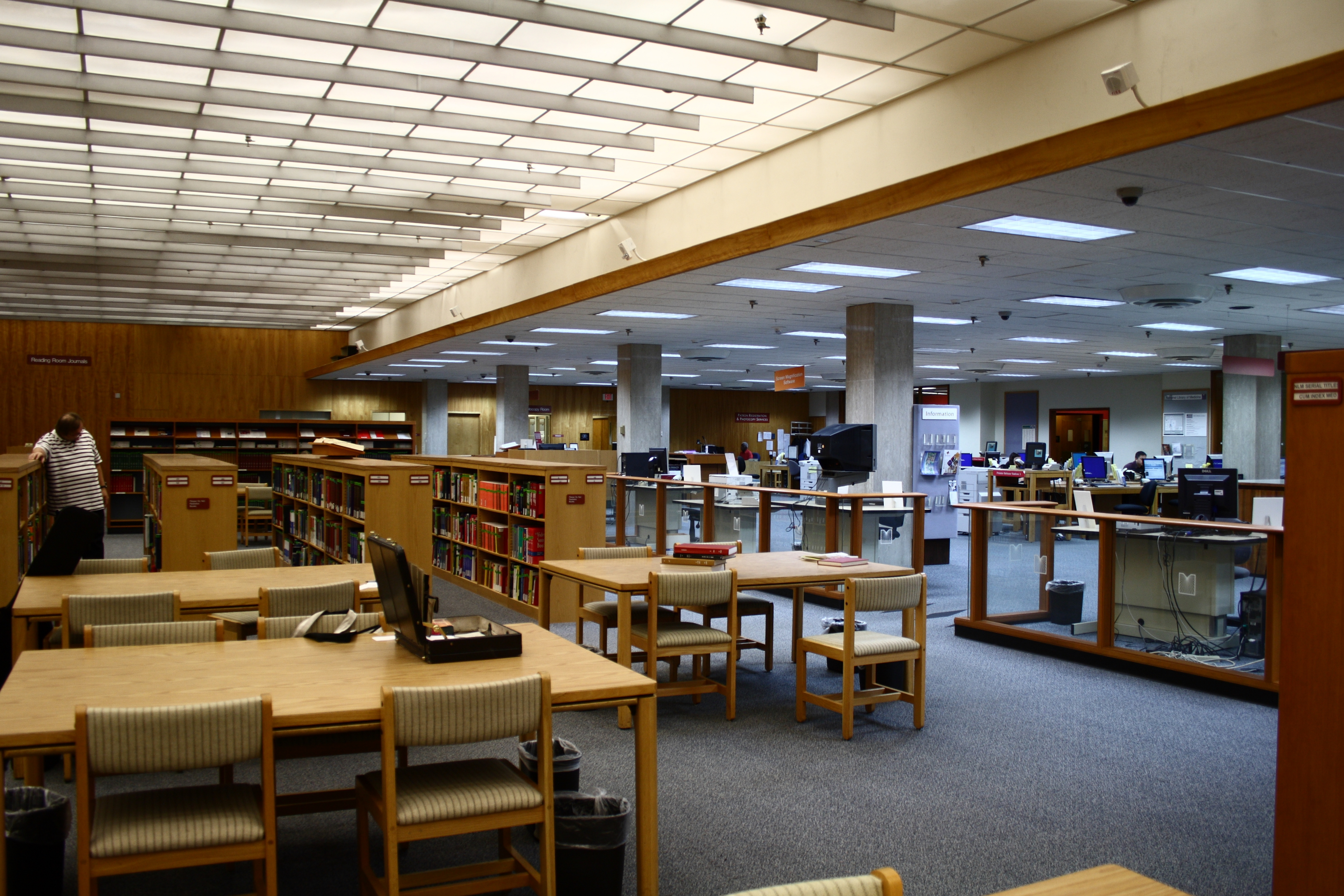
Main reading room
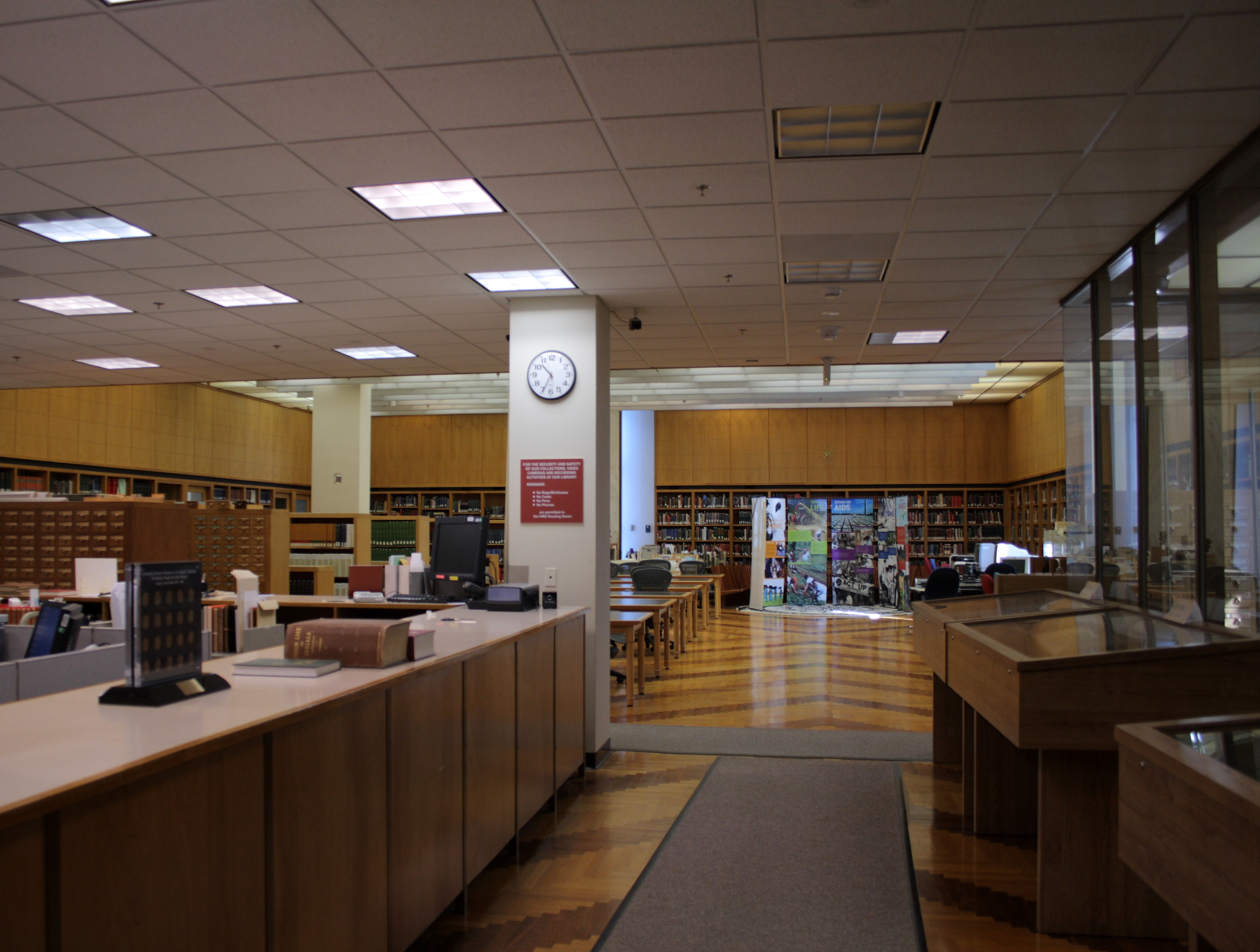
History of Medicine reading room
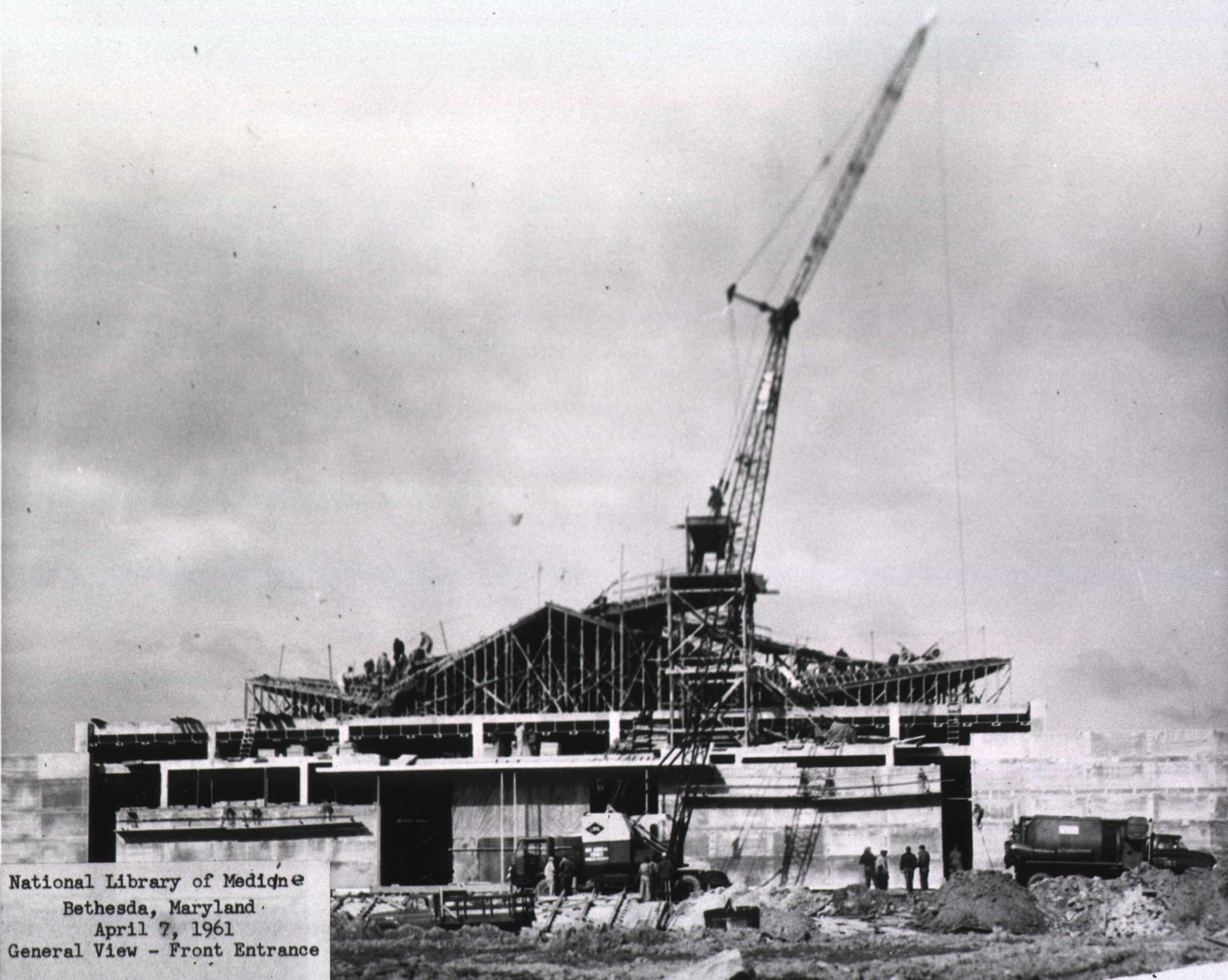
View of front entrance of the new National Library of Medicine building under construction, in Bethesda, Maryland.  HMD Prints & Photos, Z AD6 U56 C32 no. 27 box 58 ins.